# 俺たちは天使だ! NO ANGEL NO LUCK
『俺たちは天使だ! NO ANGEL NO LUCK』（おれたちはてんしだ! ノーエンジェルノーラック）は、2009年7月1日から12月23日までテレビ東京で毎週水曜日の25:20 - 25:50（木曜未明1:20 - 1:50）に放送された連続ドラマ。通称「俺天」。

## 概要
1979年に日本テレビ系で放送された沖雅也主演のドラマ『俺たちは天使だ!』の30年後を描く正式続編として企画・制作された。小野寺昭が30年前と同じ藤波昭彦役で出演した他、本編中に鯵サンドが登場したり、エンディングタイトルで白い椅子に赤いバラの花が置かれたカットを入れるなど、30年前の作品を意識したものとなっており、また、麻生探偵事務所や藤波法律事務所のレイアウトや小物も同様に、当時を意識した（もしくは同じ）ものとなっている。
Gフロンティア事件を描いた第14話までを第1シリーズとし、第15話からは第2シリーズとして『俺たちは天使だ! NO ANGEL NO LUCK -3D-』（-スリーディー）のタイトルで放送。3DのDはドラマを意味し、第1シリーズを1つ目のD、舞台（後述）を2つ目のDとして位置づけ、3つ目のDとなる第2シリーズは、Gフロンティア事件解決後の麻生探偵事務所を舞台に、家賃滞納による事務所存続の危機を迎えた中で、4人の関係性をさらに深く描いていくシチュエーション・ドラマとなる（ただし時系列では、舞台、ドラマ第1シリーズ、ドラマ第2シリーズという順番になる）。
なお毎回ドラマの放送終了後に、テレビ東京の公式サイト・携帯サイト（iモード対応機種のみ）などで2週間無料配信される。

## キャスト

### 麻生探偵事務所
CAP（キャップ） / 乾 京介（いぬい きょうすけ） - 渋江譲二
28歳。青山にある麻生探偵事務所の所長。かつては青山警察署の刑事で、警察内の汚職事案を調査していたが、何者かの陰謀により、汚職刑事として失職させられてしまう。失意のもと、甘い物をバカ食いしているところを、藤波弁護士にスカウトされて麻生探偵事務所の2代目所長となる。フリージャーナリストの真田により、自分を陥れた何者かが『Gフロンティア』という巨悪組織と判明。DARTS、NAVI、JUNには秘密で、一緒にGフロンティアの調査を続けていたが、キム（カズコ、演・肘井美佳）との関わりを機に、Gフロンティアの存在を知った3人にも真実を打ち明けた。百発百中の腕前のブーメランが武器。猫舌で、甘いものが好物で、おでんには蜂蜜と生クリームをかけてスイーツとして食する。愛車はホンダ・ライフGのスマッシュイエロー。藤波弁護士によると、先代CAPにどことなく似ている。
DARTS（ダーツ） / 当麻 優希（とうま ゆうき） - 鎌苅健太
25歳。カフェバーのバリスタ。ダーツが得意（ただし帽子を被っていないと命中率が下がる）。動物の毛アレルギー。茶道当麻流家元の跡取りだが、みんなが笑顔になるコーヒーを出すカフェをやりたいために、茶道を捨て家を出た。愛車はホンダ・モンキーリミテッド。
NAVI（ナビ） / 弦巻 剛（つるまき ごう） - 藤田玲
25歳。自動車整備工で、常に工具類を持ち歩いている。海苔と間違えてスティックのりを買ったり、方向音痴になるなど、おバカだが、熱血漢。愛車はホンダ・DN-01のパールサンビームホワイト。先代同様、うまくウインクが出来ない。
JUN（ジュン） / 若林 時宗（わかばやし ときむね） - 山本匠馬
23歳。映画やテレビドラマでエキストラのアルバイトをしている。ネットの世界では知られるハッカー。かなりの酒乱。

### 藤波法律事務所
藤波 昭彦（ふじなみ あきひこ） - 小野寺昭
刑事事件専門の弁護士で心の父親。前作同様に、カップラーメンに目がない。
COCO（ココ） / 藤波 心（ふじなみ こころ） - 秋山奈々
昭彦の娘。父の事務所で秘書をする傍ら、麻生探偵事務所でもアルバイトしている。得意料理は父から教わった鯵サンド。NAVIに片思いしており、一緒にツーリングに行く約束をしていたことから、第22話でバイクの免許を取得し、第23話でホンダ・VTRのイタリアンレッドを購入。
磯谷 学（いそや まなぶ） - ノゾエ征爾
藤波法律事務所で働く弁護士。COCOに恋愛感情を抱いている。

### 青山警察署
五十嵐 晶（いがらし あきら） - 奥田恵梨華
刑事。CAPの刑事時代の元同僚。プライベートでの愛車はホンダ・VTRのグリントウェーブブルーメタリック。
仲元寺 正美（ちゅうげんじ まさみ） - 林修司
五十嵐の同僚で、愛称はゴリラ。聞き込みに出る時にはサングラスをかけている。時たまゴリラに先祖返りしてしまうことがある。五十嵐に似ている韓国の人気女優、チェ・キョンスクのファン。
坪井 仁（つぼい ひとし） - ヨシダ朝
五十嵐・仲元寺の上司で、CAP・加賀美の刑事時代の元上司でもある。捜査係長だったが、Gフロンティア事件で上層部が逮捕されたことにより、第15話で署長に昇進。

### その他
真田 凛太郎（さなだ りんたろう） - 加藤和樹（友情出演、 - 第13話）
フリージャーナリスト。独自にGフロンティアを調査していたが、彼らの手から逃れるため、キムと日本を離れた。
加賀美 由紀彦（かがみ ゆきひこ） - 載寧龍二（第13話 - ）
情報屋。CAPの刑事時代の元同僚。ブラジルでブラジリアン柔術の修行をしていた時、本場のコーヒーを飲んでいたため、コーヒーにはうるさい。

## スタッフ
- 監督：清水俊文（東宝、NO ANGEL NO LUCK）、會田望（東宝、3D）、野本史生（NO ANGEL NO LUCK）、市野龍一（NO ANGEL NO LUCK、3D）
- 脚本：浦沢義雄（NO ANGEL NO LUCK）、市野龍一（NO ANGEL NO LUCK、3D）、鳥福志恵（3D）、大谷洋介（3D）、佐藤理（3D）、石山英憲（3D）、黒石智美（3D）
- 撮影：今井孝博
- 照明：井上幸男
- 美術：平井淳郎
- アクション監督：新上博巳
- 助監督：吉田亮
- 制作担当：安井聡子
- 文芸担当：田口恵
- 視覚効果コーディネーター：杉木信章
- 視覚効果スーパーバイザー：豊直康
- テクニカルコーディネーター：山崎晴康
- 技術：映広
- ポストプロダクション：ソニーPCL
- 制作プロダクション：ゼネラル・エンタテイメント
- 企画協力：東宝
- 制作：バンダイビジュアル、テレビ東京、ゼネラル・エンタテイメント、アスミック・エース エンタテインメント、ランティス、ソニーPCL
- 企画・製作：「俺たちは天使だ! NO ANGEL NO LUCK」製作委員会

## 主題歌
オープニングテーマ
- 及川光博「前略、月の上から。」（ランティス）
作詞・作曲：及川光博、編曲：ローズ高野

エンディングテーマ
- ししとう「男達のメロディー」（ランティス、第1話 - 第14話、第21話〔劇中歌〕、第26話） ※SHŌGUNのカバー
作詞：喜多條忠、作曲：ケーシー・ランキン、編曲：大島賢治
- U_WAVE「Beat call the moment」（ランティス、第15話 - 第25話）
作詞：畑亜貴、作曲・編曲：土橋安騎夫

挿入歌
- DUSTZ「Brilliant Day」（エピックレコードジャパン、第4話 - 第26話）
作詞：Ray、作曲：DUSTZ、編曲：BOND×L!TH!UM

『3D』では、Aパート終了後のCM枠で放送される第1シリーズの名場面を集めたVTRのBGMとして使用されている。

## 放送リスト
| 俺たちは天使だ! NO ANGEL NO LUCK      | 俺たちは天使だ! NO ANGEL NO LUCK | 俺たちは天使だ! NO ANGEL NO LUCK | 俺たちは天使だ! NO ANGEL NO LUCK | 俺たちは天使だ! NO ANGEL NO LUCK | 俺たちは天使だ! NO ANGEL NO LUCK |
| 話数                                  | 放送日                           | サブタイトル                     | 脚本                             | 監督                             | ゲスト |
| ------------------------------------- | -------------------------------- | -------------------------------- | -------------------------------- | -------------------------------- | --- |
| 1                                     | 2009年7月1日                     | ジュリアンの秘密                 | 浦沢義雄                         | 清水俊文                         | しのへけい子、南辻史人、松末博行、牧田雄一、 佐藤優、石上亮、山口正人 |
| 2                                     | 2009年7月8日                     | すてきな同情                     | 浦沢義雄                         | 清水俊文                         | ニルジャカ、オジエル・ノザキ、クロッシュ・アミニ、 平坂照雄 |
| 3                                     | 2009年7月15日                    | CAPの努力                        | 浦沢義雄                         | 市野龍一                         | 村松利史、森田ガンツ、赤星昇一郎 |
| 4                                     | 2009年7月22日                    | DARTSの心                        | 浦沢義雄                         | 市野龍一                         | 辻修、佐藤文子、山下和美、長谷川美香、 北村修、入野自由、千葉雅子 |
| 5                                     | 2009年7月29日                    | 老けた高校生                     | 浦沢義雄                         | 野本史生                         | 野口幸一郎、熊谷知博 |
| 6                                     | 2009年8月5日                     | JUNとサム                        | 浦沢義雄                         | 野本史生                         | 浜尾京介、比嘉バービィ、荒木博斗、小貫珠樹、 宇佐美魁人、田中美優、チュターラックセンネット、 牧田雄一、佐藤優、ヨンコン、宮下忠人、 浦田依敏、山上正貴、森下能幸、遠谷比芽子                                                |
| 7                                     | 2009年8月12日                    | 暴走ゴリラ                       | 浦沢義雄                         | 清水俊文                         | 本橋卓磨、影山祐子、石井紀行、松末博行、 牧田雄一、佐藤優、南辻忠人 |
| 8                                     | 2009年8月19日                    | 父と娘とラーメンと               | 浦沢義雄                         | 清水俊文                         | 虎牙光揮、木口亜矢、白井達也、高橋修、 齊藤夢愛、泰原沙也加 |
| 9                                     | 2009年8月26日                    | キムチの甘い罠                   | 浦沢義雄                         | 市野龍一                         | 富豪夢路（地下プロレス）、船阪裕貴、進藤学、 肘井美佳 |
| 10                                    | 2009年9月2日                     | さよならNAVI                     | 浦沢義雄                         | 市野龍一                         | 作業員 - 松末博行、新田将司、牧田雄一、佐藤優、 南辻史人、杉口秀樹、松上順也、岡本正仁 チベットの老人 - 古田穣、長谷川寿美 チベットの子ども - 佐藤祐位、大矢悠人 お婆ちゃん - 中川カズ 小学生 - 小倉堕斗 オーナー - 森戸宏明 |
| 11                                    | 2009年9月9日                     | 3億円ラプソディ                  | 浦沢義雄                         | 野本史生                         | 北上史欧、近藤佑子、植島亮、近藤康弘、 庄司恭一郎、中岸風太、諏訪太朗、肘井美佳 |
| 12                                    | 2009年9月16日                    | キムの涙                         | 浦沢義雄                         | 野本史生                         | 松末博行、牧田雄一、南辻史人、肘井美佳 |
| 13                                    | 2009年9月23日                    | 真田さん真田さん真田さん         | 浦沢義雄                         | 市野龍一                         | 松末博行、牧田雄一、佐藤優、杉口秀樹、 山口正人、高井強、野口賀行、肘井美佳 |
| 14                                    | 2009年9月30日                    | これがGフロンティアだ!!          | 市野龍一                         | 市野龍一                         | |
| 俺たちは天使だ! NO ANGEL NO LUCK -3D- |                                  |                                  |                                  |                                  | |
| 1 （15）                              | 2009年10月7日                    | 新たなる敵                       | 市野龍一                         | 市野龍一                         | |
| 2 （16）                              | 2009年10月14日                   | アリバイ                         | 鳥福志恵                         | 市野龍一                         | 辻修 |
| 3 （17）                              | 2009年10月21日                   | 一杯のコーヒー                   | 大谷洋介                         | 會田望                           | 須永慶 |
| 4 （18）                              | 2009年10月28日                   | JUNとロミオとジュリエット        | 佐藤理                           | 會田望                           | 建みさと、富田昌則 |
| 5 （19）                              | 2009年11月4日                    | 使えない男                       | 石山英憲                         | 市野龍一                         | 栩原楽人、宮城孔明 |
| 6 （20）                              | 2009年11月11日                   | 素敵なライバル                   | 石山英憲                         | 市野龍一                         | |
| 7 （21）                              | 2009年11月18日                   | 探しモノはなんですか             | 佐藤理                           | 會田望                           | 滝口幸広 |
| 8 （22）                              | 2009年11月25日                   | プルコギックエンジェル           | 黒石智美                         | 會田望                           | 八神蓮 |
| 9 （23）                              | 2009年12月2日                    | 鳥かごの秘密                     | 石山英憲                         | 市野龍一                         | |
| 10 （24）                             | 2009年12月9日                    | 小さな恋の物語                   | 石山英憲                         | 市野龍一                         | 岡あゆみ |
| 11 （25）                             | 2009年12月16日                   | 俺たちは天使じゃない             | 佐藤理                           | 會田望                           | |
| 12 （26）                             | 2009年12月23日                   | 俺たちは天使だ!                  | 鳥福志恵                         | 會田望                           | 新上博巳 |

## ネット局
| 放送地域   | 放送局     | 系列           | 放送期間                       | 放送日時           |
| ---------- | ---------- | -------------- | ------------------------------ | ------------------ |
| 関東広域圏 | テレビ東京 | テレビ東京系列 | 2009年7月1日 - 2009年12月23日  | 水曜 25:20 - 25:50 |
| 奈良県     | 奈良テレビ | 独立UHF局      | 2009年10月22日 - 2010年4月22日 | 木曜 24:00 - 24:30 |

- 他のTXN系列5局ならびにBSジャパンでは放送されていない。

## 関連商品

### DVD
- 俺たちは天使だ! NO ANGEL NO LUCK 第1巻（2009年9月25日発売、第1話 - 第3話収録）
- 俺たちは天使だ! NO ANGEL NO LUCK 第2巻（2009年10月27日発売、第4話 - 第6話収録）
- 俺たちは天使だ! NO ANGEL NO LUCK 第3巻（2009年11月25日発売、第7話 - 第10話収録）
- 俺たちは天使だ! NO ANGEL NO LUCK 第4巻（2010年1月27日発売、第11話 - 第14話収録）

### CD
- 俺たちは天使だ! NO ANGEL NO LUCK オリジナルサウンドトラック（2009年11月25日発売）

### 書籍
- VISUALBOY BRUSH SPECIAL 俺たちは天使だ! NO ANGEL NO LUCK BIBLE（2009年10月23日発売、ISBN 978-4-04-868166-7）

## 舞台
ドラマ『俺たちは天使だ! NO ANGEL NO LUCK』の前日談で、新たな麻生探偵事務所が結成されるまでを描いた舞台が『俺たちは天使だ! NO ANGEL NO LUCK〜地球滅亡30分前!』（-ちきゅうめつぼう30ふんまえ）のタイトルで上演された。
2009年12月22日にDVDが発売された。

### 公演日程
- 期間：2009年8月26日 - 9月6日（9月2日はDVD収録特別公演）
- 会場：サンシャイン劇場

### キャスト
- CAP / 乾京介 - 渋江譲二
- DARTS / 当麻優希 - 鎌苅健太
- NAVI / 弦巻剛 - 藤田玲
- JUN / 若林時宗 - 山本匠馬
- COCO / 藤波心 - 秋山奈々
- 加賀美由紀彦 - 載寧龍二
- 仲元寺正美 - 林修司
- 御手洗香世 - 山下裕子
- 謎の男 - 累央
- 部下の外国人 - 太田靖則
- 藤波昭彦 - 小野寺昭（映像出演）

### スタッフ
- 脚本：鈴木哲也・本田誠人
- 演出：細川徹
- 制作：ゼネラル・エンタテイメント／ゴーチ・ブラザーズ
- 協力：ネビュラプロジェクト
- 企画・製作：「俺たちは天使だ! NO ANGEL NO LUCK」製作委員会